# Leonard van Munster
Leonard van Munster (Zwolle, februari 1972) is een Nederlands beeldend kunstenaar.

## Carrière
Van Munster studeerde in 1996 af aan de Gerrit Rietveld Academie. Hij is gespecialiseerd in locatiegebonden installaties in openbare ruimte.
Over enkele kunstwerken ontstond onenigheid, nadat ze zonder officiële toestemming waren geplaatst. Zo was er de installatie De overgave van Reinaert de vos, die in 2008 officieel geplaatst was in het recreatiegebied Bosdijk in Nieuwer Ter Aa. Nadat dit werk in 2010 zonder officiële toestemming in een vijver in het Vondelpark te Amsterdam geplaatst was, werd het door de gemeente (stadsdeel) verwijderd en gesloopt. Na herplaatsing werd de vos in beslag genomen door de politie en moest de kunstenaar voorkomen.

## Werken
Private Room 02 (2004–2006):
Op uitnodiging van cultureel centrum De Balie maakte Van Munster een interactieve installatie in de toiletten. Het resultaat was "Private room 02", [pratende toiletten]. Deze toiletten waren uitgerust met allerlei soorten sensoren. Gedurende het toiletbezoek werd de bezoeker aangesproken op haar/zijn gedrag.

### Selectie gerealiseerde kunstwerken

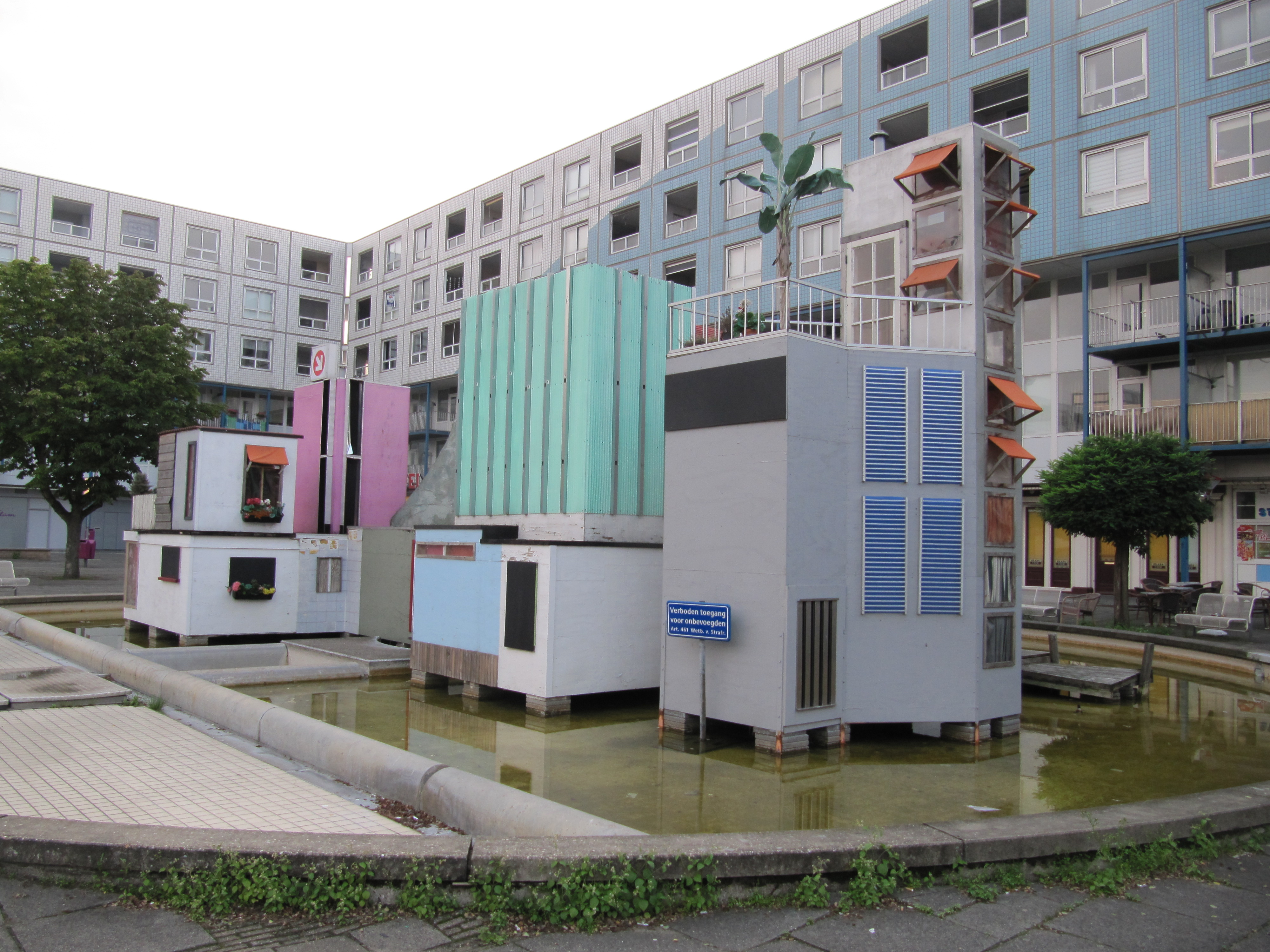
Cityscape, Nieuwegein (gesloopt in 2011)

- 2021, The Liquid life series, drietal glassculpturen voor in de daktuin van het nieuwe hoofdkantoor van het Europees Geneesmiddelenbureau [EMA], Amsterdam (Zuidas)
- 2019, Nail House, installatie in publieke ruimte, Weteringschans, Amsterdam.
- 2019, De Hullenberg, Installatie in publieke ruimte, op uitnodiging van Hobu en gemeente Amsterdam Amsterdam.
- 2019, Powerplant, Installatie in publieke ruimte, op uitnodiging van stichting Hildebrandmonument, beeldenroute De Dreef, Haarlem.
- 2018, Invasieve exoten, installatie op uitnodiging van de Paltzbiennale in Soest
- 2017, All that glitters is not gold, installatie op het landgoed Anningahof, Zwolle
- 2015, Fortuna, zeewaardig luxe motorjacht op haar zij midden in het financiele centrum, voor de hoofdingang van het hoofdkantoor ABNAMRO, Amsterdam (Zuidas),
- 2014, île Flottante, drijvend eiland met villa, Amsterdam (Erasmuspark), [inmiddels vernietigd door stadsdeel]
- 2014, Ein goldener berg, installatie, Neue kunst in alten garten, Landschaftsgärten des Calenberger Landes bei Hannover, Duitsland
- 2014, Close to Nature, installatie voor groepstentoonstelling ‘Zomeren op de buitenplaats’ op landgoed Beekestijn, Velsen Zuid
- 2013, Cascade 2.0, installatie met gigantische waterval en vijver/bron in "de Fabriek", Eindhoven,
- 2013, Pink villa Colombia, installatie in publieke ruimte van Cali, Columbia,
- 2012, Een liefdesverklaring in licht, installatie op het 45 meter hoge dak van het voormalig GAK gebouw langs de ring A10 in Amsterdam.
- 2012, Dancing white man, standbeeld, zelfportret, op uitnodiging van Stadsschouwburg Amsterdam, in permanente collectie van de kunstenaar.
- 2011-2013, Romantiek 2.0, installatie in publieke ruimte, in vijver achter Boijmans van beuningen, Rotterdam, 2e locatie: in vijver in Amsterdam
- 2010, Camping Vertical, installatie in publieke ruimte, Locatie: De Wallen in centrum van Amsterdam, 2e locatie: in centrum Utrecht.
- 2009-2011, City Island, installatie in publieke ruimte, Locatie: de Markt, Nieuwegein (City Plaza),
- 2009, Under heaven 02, installatie in publieke ruimte, Locatie: Wiltzanglaan, Amsterdam.
- 2008, De overgave van Reinaert de vos, Nieuwer Ter Aa, Amsterdam (2010),[1] installatie in the Green Heart van Nederland.
- 2008, The dancing white man,[2] installatie in collectie van de kunstenaar. Amsterdam, NL.
- 2008, Abstede Damacy, Installatie in openbare ruimte in Utrecht / gebaseerd op het Playstation computerspel Katamari Damacy
- 2007, Great apes, expositie in Second gallery. Boston, Massachusetts, U.S.A.
- 2006, Gran False, Geranium deluxe, Ragga tone selecta; installaties gebruikmakend van mobiele telefoons. Arti et Amicitiae, Amsterdam, NL.
- 2005, Back up, een 3D game en installatie. Library Universiteit van Amsterdam, NL.
- 2004, Under Heaven 01, Een 9 meter hoge boom met boomhut op het 50 meter hoge Post CS gebouw Stedelijk Museum. Amsterdam, NL.
- 2004, Under Heaven, fata morgana onder een viaduct in Amsterdam Bijlmer, NL.
- 2004, Private room 02, de Balie, Amsterdam, NL.
- 2002, Blind Poetry, projecties vanuit een autobusje uitgerust met een video projector, Moscow, Russia.

### Collectief Dept
Dept was een kunst,- en designcollectief van 1996 tot 2001.
Bestaande uit P. du Bois Reymond, M. Klaverstein and L. van Munster.
Dept maakte installaties waarbij electronica en nieuwe media gecombineerd werden met traditionele media, en dept creëerde videoperformances tijdens club events.
De Dept-site is opgenomen in de vaste collectie van het Graphic Design Museum, Breda in 2008.
- 2000, My Bricks Rule, interactive installatie voor de expositie "For Real", Gemeentelijke kunstaankopen, Stedelijk Museum Amsterdam
- 2000, BEZET, designs van plastic tassen, opgenomen door MOMA, San Francisco
- 2000, Project 2000, videoclip voor band,
- 1999, FUSION ATTACK, solo expositie in MU Art Foundation, Eindhoven
- 1999, BIG SWITCH, installatievoor KPN Amsterdam
- 1997, twee postzegels [thema: jongerenzegels] in opdracht van PTT.
- 1996, Ontwerp flyers en internetsite, Club Roxy in Amsterdam